# Relationer mellan Sverige och Tyskland
Relationer mellan Sverige och Tyskland är de bilaterala relationerna mellan Sverige och Tyskland. Tyskland har en ambassad i Stockholm. Sverige har en ambassad i Berlin. Relationerna har ofta varit starka, med ekonomiskt och kulturellt samarbete.

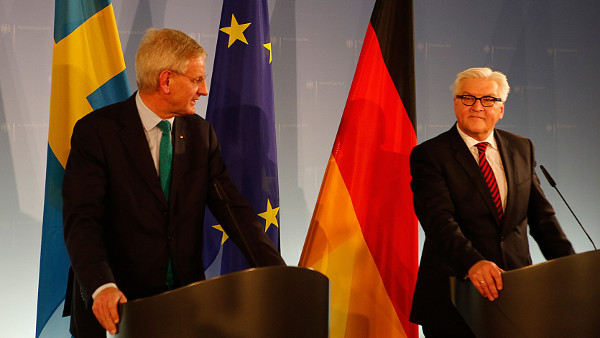
Carl Bildt och Frank-Walter Steinmeier.

Båda länderna är medlemmar i Europeiska unionen. Tyskland ger fullt stöd till Sveriges Nato-medlemskap.

## Historia

### Tredje riket
Under andra världskriget lät Sverige som en eftergift de så kallade "tysktågen " rulla på Sveriges järnvägar.

### Östtyskland
Grundfördraget mellan Västtyskland och Östtyskland 1972 gjorde att flera stater, däribland Sverige, erkände DDR och upprättade ambassader i Östberlin. En viktig del i att nå internationellt erkännande var deltagandet i internationella sportturneringar och olympiska spel. På det kulturella området skapade man DDR-Kulturzentrum som en motsvarighet till Goethe-Institut med ett kontor i Stockholm.
Flera av de största svenska företagen exporterade produkter till den östtyska staten, varor som var mycket viktiga för byggandet av landet. Bland dessa företag märks Atlas Copco (delar till industrin), Electrolux (hushållsprodukter), Asea (nuvarande ABB) (industrirobotteknik m.m.).